# Atlixtac (Guerrero)
Atlixtac es una localidad del estado mexicano de Guerrero. Es la cabecera del municipio de Atlixtac.

## Toponimia
El nombre «Atlixtac» proviene de los términos en náhuatl: atl, agua; iztatl, sal; co, locativo. Su significado es «Lugar de agua salada».

## Demografía
| Gráfica de evolución demográfica |
|                                  |

| Censo | Población |
| ----- | --------- |
| 1900  | 903       |
| 1910  | 1 608     |
| 1921  | 895       |
| 1930  | 1 408     |
| 1940  | 476       |
| 1950  | 916       |
| 1960  | 669       |
| 1970  | 732       |
| 1980  | 1 256     |
| 1990  | 1 320     |
| 2000  | 2 638     |
| 2010  | 3 352     |
| 2020  | 3 733     |